# بیماران قدم می‌زنند
بیماران قدم می‌زنند (انگلیسی: Walking Troubles of Organic Hemiplegy) یک فیلم مستند علمی رومانیایی ساخت ۱۸۹۸ است. این فیلم که دربارهٔ مراقبت و سلامتی است نخستین فیلم مستند تاریخ سینما در جهان است.